# Valentin Herr
Valentin Herr (* 11. Juli 1957) ist ein ehemaliger deutscher Fußballspieler. Er absolvierte 22 Bundesliga-Spiele und 86 in der 2. Bundesliga. Anschließend arbeitete er als Fußballtrainer und -scout.

## Laufbahn
Herr spielte in der Jugend beim FC Rastatt 04, ehe er über den FC Illingen und den SV Kuppenheim 1980 zu Bayer 04 Leverkusen kam. In seiner ersten Spielzeit saß der Torwart ausschließlich auf der Bank, ehe er bei der 1:3-Niederlage gegen den VfL Bochum am 20. März 1982 den Stammtorhüter Uwe Greiner vertrat und zu seinem Debüt in der Bundesliga kam. Am 17. April des Jahres kam er gegen den 1. FC Köln zu einem zweiten Einsatz, als er beim Stand von 0:3 in der Halbzeit eingewechselt wurde und noch zwei weitere Tore kassierte.
Am Ende der Spielzeit wechselte er in die 2. Bundesliga zu Kickers Offenbach. Mit dem Klub stieg er in die Bundesliga auf und stand bei allen 38 Partien zwischen den Pfosten. In der ersten Liga kam er auf 20 Einsätze, wurde aber nach der 0:9-Niederlage gegen den FC Bayern München am 13. März 1984 aus dem Tor verbannt und von Oliver Reck verdrängt. Daraufhin schloss er sich dem Zweitligisten Alemannia Aachen an, wo er in seiner ersten Saison noch Stammtorhüter war, jedoch gegen Saisonende vom langjährigen Aachener Ersatztorwart Hannes Kau verdrängt wurde und in der folgenden Spielzeit noch zwei Mal den Kasten hütete. Wiederum verließ er den Klub und ging zum Ligarivalen Viktoria Aschaffenburg. Auch hier spielte er nur 15 Mal, dann stand Claus Reitmaier im Tor.
Herr wechselte daher erneut die Mannschaft und ging zum Bundesligisten SV Waldhof Mannheim. In der Kurpfalz kam er jedoch nicht zum Einsatz, da er Uwe Zimmermann nicht verdrängen konnte. Daraufhin beendete er nach zwei Jahren auf der Bank 1989 seine aktive Laufbahn.
Im Jahr 1979 war Herr Stammtorhüter der deutschen Amateur-Nationalmannschaft. Er stand in diesem letzten Jahr der Amateurelf in allen neun Spielen der DFB-Auswahl zwischen den Pfosten, darunter in den vier Spielen der verpassten Qualifikation für das olympische Fußballturnier.
Zunächst wurde Herr ab 1989 Trainer im Jugendbereich von Waldhof und arbeitete zudem als Co-Trainer. Als Günter Sebert am 14. September 1991 entlassen wurde, saß er für ein Spiel als Interimscoach auf der Waldhof-Bank. Dabei erreichte er ein 1:1-Unentschieden gegen den 1. FSV Mainz 05. Am 18. September stellte der Klub Klaus Toppmöller als neuen Trainer vor, Herr wurde sein Assistent. Auch unter Nachfolger Jürgen Sundermann arbeitete er zunächst als Assistent, wurde aber am siebten Spieltag der Spielzeit 93/94 nach einer 0:1-Niederlage beim SV Meppen, Waldhof rangierte mit nur einem Saisonsieg auf Platz 17, dessen Nachfolger auf der Trainerbank und betreute die Mannschaft bis zum Saisonende. Obwohl er die Mannschaft zum sechsten Rang geführt hatte, wurde er durch Uli Stielike ersetzt.
Herr ging als Assistenztrainer zu seinem ehemaligen Verein Kickers Offenbach in die Regionalliga Süd. Anschließend arbeitete er bei Eintracht Trier (mindestens in der Saison 1996/97 als Cheftrainer), FV 09 Weinheim, FC Rastatt 04, Borussia Neunkirchen, SG Einhausen, FV Lauda und dem FC Emmendingen.
Seit 2013 ist Herr Scout beim SV Sandhausen. Zuvor war er in derselben Position bei Tottenham Hotspur tätig.